# باشگاه فوتبال سنت پلز یونایتد
باشگاه فوتبال سنت پلز یونایتد استرایکرز یک باشگاه فوتبال حرفه‌ای سنت کیتس و نویس از سنت پل است. آنها بازی‌های خانگی خود را در وارنر پارک در باستر انجام می‌دهند.

## افتخارات
- لیگ برتر سنت کیتس و نویس: ۷ قهرمانی
- جام حذفی سنت کیتس و نویس:  ۱ قهرمانی